# Michael Ott von Echterdingen
Michael Ott von Echterdingen; auch von Aechtertingen (seit 1513 nobilitiert; * 1479 in Kirchheim unter Teck; † 1532 in Bad Wildbad) war Oberster Feldzeugmeister und Rat des Heiligen Römischen Reiches unter Kaiser Maximilian I. und Kaiser Karl V.

## Herkunft und Familie
Michael Ott wurde im Jahr 1479 (lt. Medaille) in Kirchheim unter Teck (lt. Urfehdebrief) geboren. Er starb 1532 in Bad Wildbad. Michael Ott von Echterdingen war in erster Ehe mit der Witwe Katharina geb. von Westerstetten verheiratet († 1525). Im Jahr 1526 ehelichte er Enora (Maria) von Stein. Beide Ehen blieben kinderlos.

## Aufstieg zum Feldzeugmeister des HRR
Michael Ott war 1498 als „Jungschreiber“ an der Kanzlei des Stuttgarter Hofes tätig. Im Jahr 1503 wurde er bei Tübingen verhaftet, verurteilt und musste die Urfehde schwören. Im Jahr 1505 war er im Heiligen Römischen Reich als Zahlschreiber unterwegs.
Im Zeughaus in Innsbruck durchlief er eine Ausbildung zum Zeugschreiber, Zeugwart (Aufseher im Zeughaus im Jahr 1508) und zum Zeugmeister (Verwalter eines Zeughauses). Als Oberster Feldzeugmeister war Michael Ott ab 1510 Verwalter aller Zeughäuser des Reiches und befehligte die Artillerie bei einem Feldzug. Während seiner Dienstzeit wurden im Zeughaus in Innsbruck die weltberühmten Zeugbücher Kaiser Maximilians durch den Hofmaler Jörg Kölderer angefertigt.
Im Bayrisch-pfälzischen Erbfolgekrieg 1504–1505 kämpfte Michael Ott auf der Seite der Bayern bzw. von König Maximilian bei der Belagerung der Stadt Kufstein.

## Der große Krieg gegen die Republik Venedig
1508–1516: Die Republik Venedig erlaubte König Maximilian nicht, zur Krönung nach Rom zu ziehen. Aus diesem Grund fand die Krönung König Maximilians zum „Erwählten Römischen Kaiser“ am 4. Februar 1508 zu Trient statt. Michael Ott nahm an den Krönungsfeierlichkeiten teil.
Die Eroberung der Burg Hohenkrähen im Hegau 1512. Auf der Burg Hohenkrähen des Grafen Hans Benedikt Ernst von Friedingen suchten Raubritter Unterschlupf. Michael Ott und Georg von Frundsberg zogen mit dem Schwäbischen Bund vor die Burg Hohenkrähen. Michael Ott gelang es, eine Bresche in die Burgmauer zu schießen. Die letzten Getreuen des Grafen ergaben sich am 12. November 1512.
Sporenschlacht bei Guinegate 1513. In der Normandie trafen sich das englische Heer unter dem jungen englischen König Heinrich VIII. und das Reichsheer, angeführt von Kaiser Maximilian I. Im Gefolge war auch Michael Ott. Die Stadt Thérouanne wurde belagert. Der Kaiser ließ schwere Geschütze nahe dem Städtchen Guinegate auf einer Anhöhe aufstellen. Als die französische Reiterei anrückte, wurde der Befehl zum Abschuss der Kanonenkugeln gegeben. Daraufhin gaben die Franzosen ihren Pferden die Sporen und flohen. Die gut befestigte Stadt Thérouanne wurde daraufhin von den Belagerern eingenommen.
Die Eroberung der Burg Hohenasperg 1519. Im Jahr 1519 bekam der Schwäbische Bund den Auftrag, Herzog Ulrich I. von Württemberg und Teck aus seinem Land zu vertreiben. Im April Nach rückte der Schwäbische Bund bis zum Hohenasperg vor. Frundsberg und Ott begannen am 16. Mai mit der Beschießung der Feste. Am 24. Mai einigten sich Georg von Frundsberg und Hans von Reischach auf einen Waffenstillstand.

## Krönung Karl V.
Krönung Karl V. zum Kaiser in Aachen 1520. Am 23. Oktober 1520 wurde Karl V. zum deutschen König und Römischen Kaiser in Aachen gekrönt, bei der auch Michael Ott anwesend war. Anschließend reiste Karl V. mit Michael Ott von Echterdingen zum Reichstag nach Worms. Der Kaiser kommandierte Ott nach Tournai ab. Er brachte seine Artillerie vor der gut befestigten Stadt an der Schelde in Stellung. Erst nach drei Monaten gab Tournai am 1. Dezember 1521 auf.
Tod des Reichsritters Franz von Sickingen 1523. Franz von Sickingen war ein glühender Anhänger von Martin Luther. Sickingen trat für eine Stärkung der Nationalkirche ein. Durch eine Säkularisation strebte Franz von Sickingen eine Entmachtung der Kirchenfürsten an. Mit dem durch den Verkauf oder Nutzung der kirchlichen Besitztümer gewonnenen Geld wollte Michael Ott von Echterdingen ein schlagkräftiges Heer, die sogenannte „eilige Türkenwehr“, gegen die Osmanen finanzieren.

## Der deutsche Bauernkrieg 1525
Am Ostersonntag des Jahres 1525 wurden die Burg und die Stadt Weinsberg vom Neckar-Odenwälder Bauernhaufen erobert und geplündert. Viele Adlige, wie Ludwig von Helfenstein, wurden gefangen genommen und mussten zur Strafe durch die Spieße laufen. Das Heer des Schwäbischen Bundes unter Truchsess Georg von Waldburg-Zeil zog mit Michael Ott von Echterdingen den Bauern entgegen. Am 8. Mai 1525 eroberten die Bauern die Stadt Herrenberg im Sturm. Am 12. Mai trafen die württembergischen Bauernhaufen und der Schwäbischen Bund bei den Städten Böblingen und Sindelfingen aufeinander. Ott ließ seine Geschütze auf einer Anhöhe nahe der Stadt Sindelfingen aufstellen und feuerte seine Geschütze ab. Der Gewalthaufen der Bauern ergriff Hals über Kopf die Flucht. In einer Strafaktion zerstörte der Schwäbische Bund die Stadt Weinsberg vollkommen.
Der Krönungsfeldzug von Erzherzog Ferdinand I. nach Ungarn 1527. Nach der verheerenden Niederlage der Ungarn in der Schlacht bei Mohács gegen die Türken am 29. August 1526, riss der Woiwode von Siebenbürgen, Johann Zápolya, die Macht in Ungarn an sich. Erzherzog Ferdinand erhob selbst Anspruch auf die ungarische Krone. Im Frühjahr 1527 verfolgte das Reichsheer Zápolya, der bis zur Stadt Tokaj flüchtete. Am 27. September 1527 kam es vor Tokaj zum heftigen Kampf und Zápolya und seine Anhänger mussten fliehen. Am 3. November 1527 wurde Erzherzog Ferdinand I. in Stuhlweißenburg (Székesfehérvár) zum ungarischen König in Anwesenheit von Michael Ott gekrönt.
Krieg der Liga von Cognac 1526–1530. Im Frühjahr 1528 nahm Michael Ott von Echterdingen am oberitalienischen Feldzug teil. Im Kampf um das Herzogtum Mailand, das seit 1512 wieder von Frankreich besetzt war, verlor er 24 von seinen insgesamt 49 angeworbenen Büchsenmeistern.

## Die erste Belagerung Wiens durch die Osmanen 1529
Im September 1529 marschierte ein riesiges türkisches Heer unter Führung von Sultan Süleyman vor Wien auf. Michael Ott hatte mit seinen Geschützen den Abschnitt zwischen dem Roten Torturm, Stubentor und dem strategisch wichtigen Kärntnertor zu verteidigen. Überraschend zog Sultan Süleyman I. am 14. Oktober 1529 ab.

## Kriegsbuch
In den Jahren 1524 bis 1530 wurden von Michael Ott und seinem Adjutanten Jakob Preuß das Kriegsregiment beziehungsweise die Kriegsordnung verfasst. Um 1530 erschienen Handschriften, die als Kriegsregiment bezeichnet werden.

## Wappen, Siegel

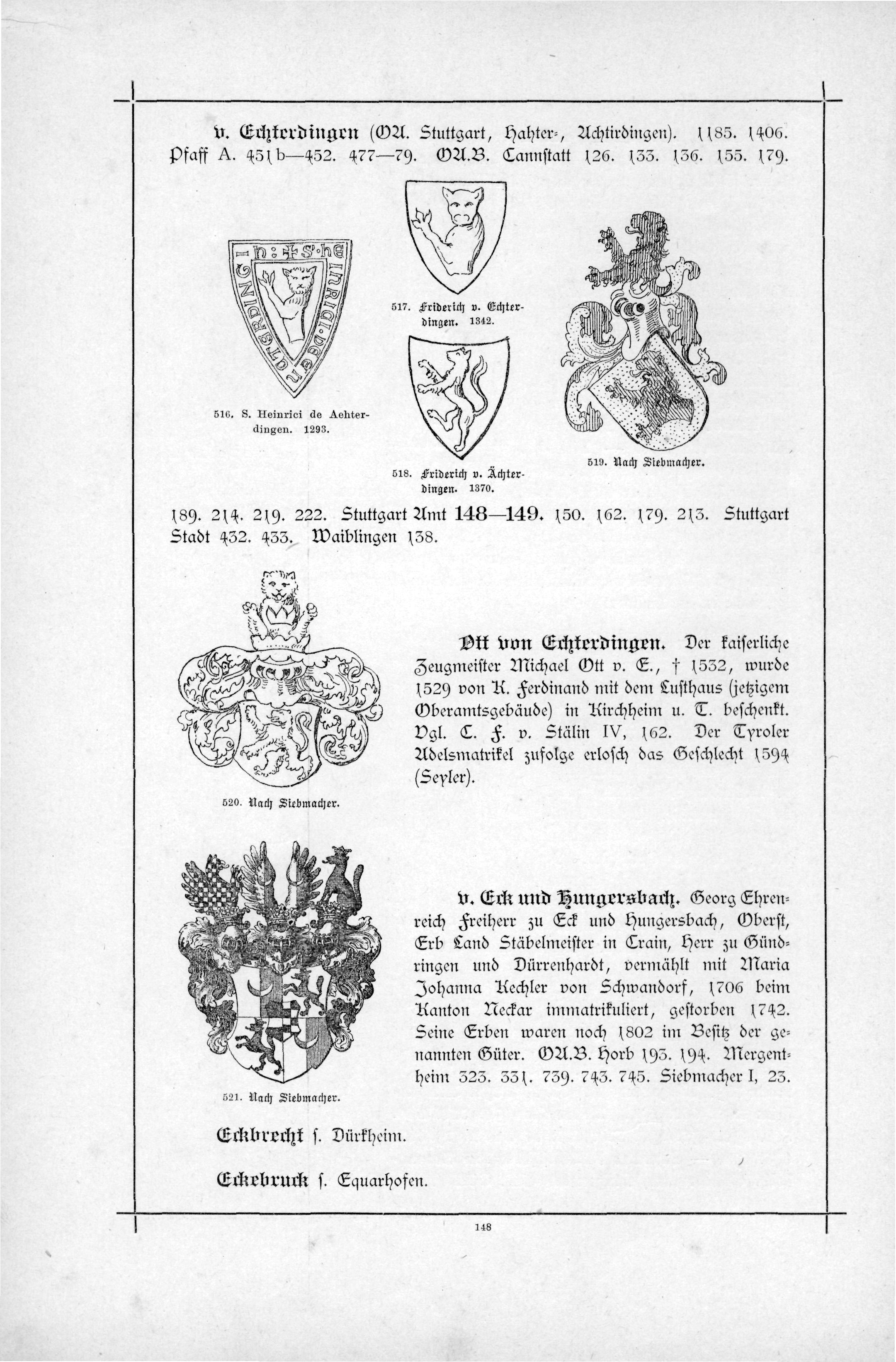
Wappen der Ott von Echterdingen

Im Wappenbuch des Johann Ambrosius Siebmacher (1561–1611) ist Otts Wappen abgebildet.
Blasonierung: spanische Form des Schildes ist ein aufgerichteter, nach rechts schreitender, züngelnder Löwe. Helmzier: auf einer fünfzackigen Krone ein wachsender, springender, herschauender Löwe
Das Siegel zeigt im Schild einen, heraldisch betrachtet, nach rechts schreitenden Löwen, über ihm ein rechts gewendeter Spangenhelm mit Helmdecken, gekrönt mit einer gewöhnlichen Adelskrone und geziert mit einem ebenfalls rechts gewendeten Löwen. Die Umschrift auf dem Siegel lautet: MICHAYELIS OTTONIS DE AECHTERTINGEN.

## Ehrungen

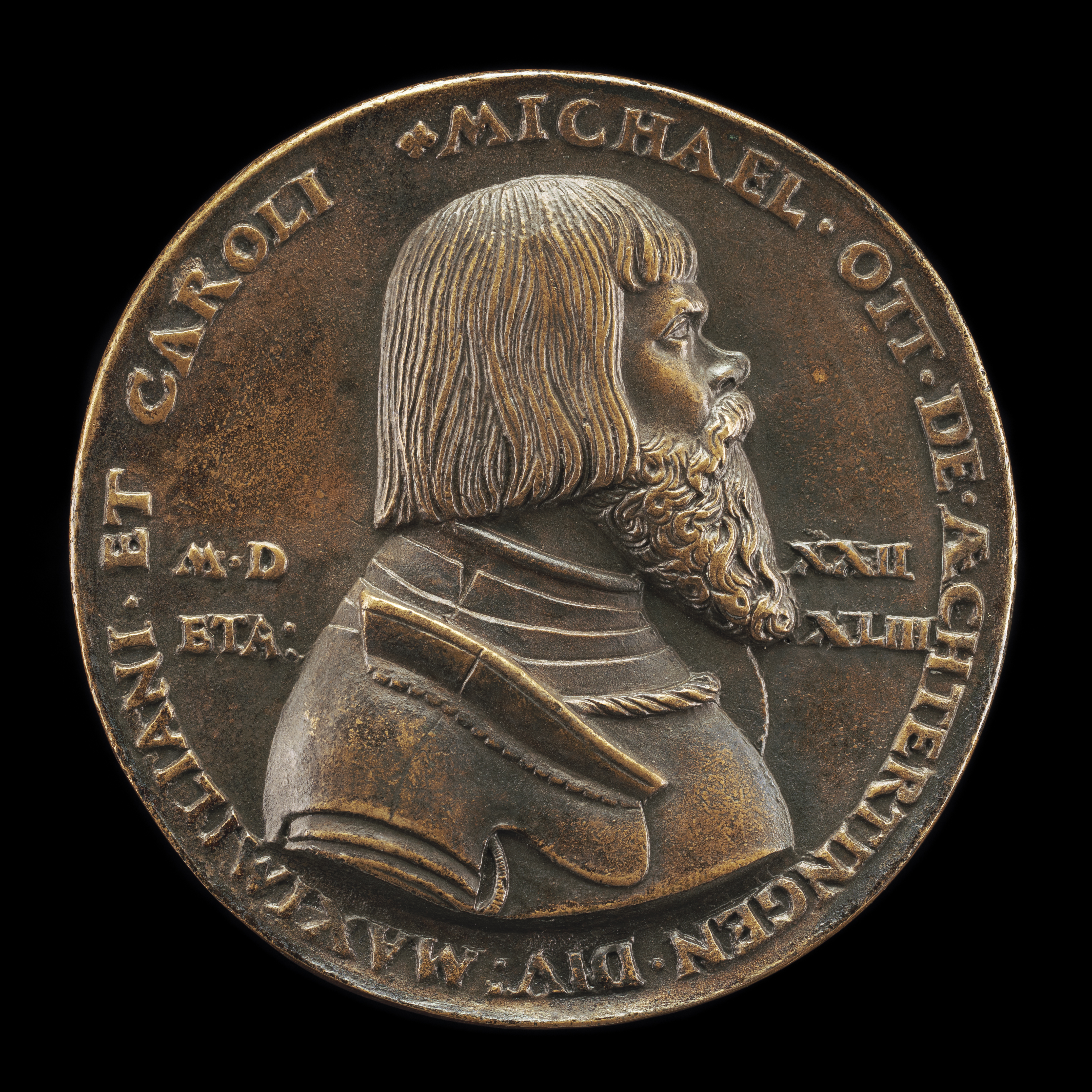
Medaille von Michael Ott von Aechterdingen, 1522

Im Jahr 1510 erhielt Michael Ott für seine großen Verdienste von Kaiser Maximilian I. Schloss Sigmundskron bei Bozen in Südtirol zur Pflege, heute Messner Mountain Museum (Museumsprojekt von Reinhold Messner).
Nach der zweiten Sporenschlacht von Guinegate im Jahr 1513 wurde Michael Ott von Kaiser Maximilian I. nobilitiert. Michael Ott nannte sich nun „Michael Ott von Aechtertingen“, einem Ort nahe Stuttgart.
Im Jahr 1522 ließ Kaiser Karl V. in Anerkennung von Michael Otts außerordentlichen Verdiensten als Feldzeugmeister des Heiligen Römischen Reiches eine Schaumünze prägen. Die Rundschrift über Avers und Revers lautet: Michael Ott von Aechtertingen, Oberster Feldzeugmeister unter den Kaisern Maximilian und Karl.